# Solanum muricatum
Solanum muricatum là loài thực vật có hoa trong họ Cà. Loài này được Aiton miêu tả khoa học đầu tiên năm 1789.

## Giới thiệu
Solanum muricatum có tên thông tục là Pepino, ở Việt Nam còn được gọi là dưa Nam Mỹ hay sâm sữa đã được trồng thử nghiệm thành công ở một số địa phương như Đà Lạt làm cây thương phẩm.
Giống dưa này khá dễ trồng, nhưng phải mất công giai đoạn đầu quấn, bắt giàn cho dây leo. Khi dây dưa đã trưởng thành thì chỉ tập trung chăm sóc và thu hoạch. Thời gian cây cho thu hoạch kéo dài khoảng 2 năm trước khi thay vụ mới, đem lại lợi nhuận cao cho người trồng. Dưa khi đến độ thu hoạch có màu vàng nhạt, mỗi quả trọng lượng 200-300 gram, da căng mọng. Điểm đặc biệt của loại dưa này là tùy theo từng giai đoạn sẽ mang hương vị của 10 loại trái cây khác nhau, là vị chuối, mít, ổi, xoài, kiwi, dưa lưới, dưa lê, dưa hấu, măng cụt, lê.
Giống quả này có lớp da láng mịn và rất mỏng có thể dùng tay lột ra rất dễ dàng. Bổ ra thấy bên trong ruột vàng ruộm, cùi dày, không có hạt hoặc hạt nhỏ li ti có thể ăn được. Cảm giác khi ăn mềm, mọng nước và thanh mát như dưa hấu. Quả có thể ăn trực tiếp hoặc cắt ra trộn đường, sữa chua hay làm sinh tố. Khi trái còn xanh, có màu trắng, có thể cắt lát trộn salad, vị giòn mát lạ miệng.
Đây là loại trái cây có chứa nhiều nước và có hàm lượng calo thấp, giàu các khoáng chất và vitamin rất tốt cho sức khỏe. Đặc biệt, dưa Pepino chứa ít đường và rất giàu chất xơ nên tạo cảm giác no lâu và phù hợp với những người ăn kiêng. Ngoài ra, đây là nguồn cung cấp dồi dào chất chống oxy hóa phù hợp nhiều người.